# Wie kust Anushka?!
Wie kust Anushka?! is een single van Fred van Amstel. De B-kant is Hé, wacht even!
Het is het enige plaatje dat deze diskjockey (eigen naam Dan Campagne) van Radio Veronica uitbracht. Het is een cover van Who Stole the Keeshka.
Van Amstel nam in 1963 afscheid van de piratenzender en werd opgevolgd door Judith de Leeuw, die zich bediende van het pseudoniem Anushka (Anouschka). Ze draaide de single als beginmelodie. Judith de Leeuw was een van de eerste vrouwelijke dj's in Nederland, samen met Tineke de Nooij.
De eerste Nederlandse Top 40 kwam pas in 1965, hitnoteringen zijn dus niet bekend.